# Resolutie 1370 Veiligheidsraad Verenigde Naties
Resolutie 1370 van de Veiligheidsraad van de Verenigde Naties werd unaniem door de VN-Veiligheidsraad aangenomen op 18 september 2001.

## Achtergrond
In Sierra Leone waren al jarenlang etnische spanningen tussen verschillende bevolkingsgroepen. In 1978 werd het een eenpartijstaat met een regering die gekenmerkt werd door corruptie en wanbeheer van onder meer de belangrijke diamantmijnen. Intussen was in buurland Liberia al een bloedige burgeroorlog aan de gang, en in 1991 braken ook in Sierra Leone vijandelijkheden uit. In de volgende jaren kwamen twee junta's aan de macht, waarvan vooral de laatste een schrikbewind voerde. Zij werden eind 1998 met behulp van buitenlandse troepen verjaagd, maar begonnen begin 1999 een bloedige terreurcampagne. Pas in 2002 legden ze de wapens neer.

## Inhoud

### Waarnemingen
De Veiligheidsraad was bezorgd om de fragiele situatie in de landen aan de Mano-rivier en vooral de gevechten in Liberia. Wel was het vredesproces in Sierra Leone vooruit gegaan. Het gezag van de staat moest nu naar heel dat land worden uitgebreid, er moesten verkiezingen komen en de rebellen van
het RUF moesten een politieke partij worden.

### Handelingen
Het mandaat van de UNAMSIL-vredesmacht in Sierra Leone werd met 6 maanden verlengd vanaf 30 september. Men was diep bezorgd over mensenrechtenschendingen en aanvallen van gewapende groepen tegen vrouwen en kinderen. De overheid en het RUF werden aangemoedigd verder te gaan met de dialoog en de nationale verzoening. Ook steunde de Veiligheidsraad de inspanningen van de ECOWAS voor een definitieve oplossing van de crisis in de regio rond de Mano-rivier.

## Verwante resoluties
- Resolutie 1334 Veiligheidsraad Verenigde Naties (2000)
- Resolutie 1346 Veiligheidsraad Verenigde Naties
- Resolutie 1385 Veiligheidsraad Verenigde Naties
- Resolutie 1389 Veiligheidsraad Verenigde Naties (2002)

Lijst ·  1335 ·  1336 ·  1337 ·  1338 ·  1339 ·  1340 ·  1341 ·  1342 ·  1343 ·  1344 ·  1345 ·  1346 ·  1347 ·  1348 ·  1349 ·  1350 ·  1351 ·  1352 ·  1353 ·  1354 ·  1355 ·  1356 ·  1357 ·  1358 ·  1359 ·  1360 ·  1361 ·  1362 ·  1363 ·  1364 ·  1365 ·  1366 ·  1367 ·  1368 ·  1369 ·  1370 ·  1371 ·  1372 ·  1373 ·  1374 ·  1375 ·  1376 ·  1377 ·  1378 ·  1379 ·  1380 ·  1381 ·  1382 ·  1383 ·  1384 ·  1385 ·  1386